# دينيس إيفانوفس
دينيس إيفانوفس (باللاتفية: Deniss Ivanovs) (مواليد 11 يناير 1984 في ليبايا) لاعب كرة قدم لاتفي دولي يجيد اللعب في خط الدفاع . يلعب حاليا لصالح نادي سيفاسبور التركي منذ 2010 .

## روابط خارجية
- دينيس إيفانوفس على موقع الاتحاد الأوربي (الإنجليزية)
- دينيس إيفانوفس على موقع اتحاد تركيا (لاعب) (الإنجليزية)
- دينيس إيفانوفس على موقع قاعدة بيانات كرة القدم.إي يو (الإنجليزية)
- دينيس إيفانوفس على موقع ناشيونال فوتبول تيمز (الإنجليزية)
- دينيس إيفانوفس على موقع Soccerbase.com (لاعب) (الإنجليزية)
- دينيس إيفانوفس على موقع Soccerway.com (الإنجليزية)
- دينيس إيفانوفس على موقع عالم كرة القدم.نت (الإنجليزية)